# Deutsche Erd- und Steinwerke GmbH
Pour les articles homonymes, voir DEST.
La Deutsche Erd- und Steinwerke GmbH ou DESTDeutsche Erd- und Steinwerke (en français : Société allemande de travaux de terrassement et de carrière) était une société appartenant à la Schutzstaffel (SSSchutzstaffel) créée pour acquérir et fabriquer des matériaux de construction destinés à des projets de construction d’État dans l'Allemagne nazie.  
DESTDeutsche Erd- und Steinwerke était une filiale de l'Amtsgruppe W (Amt. WAmtsgruppe W) de la SS-Wirtschafts- und Verwaltungshauptamt (WVHA). Les deux sociétés étaient dirigées par le SS-Obergruppenfuehrer et Generalleutnant de la Waffen-SS Oswald Pohl et le SS-Gruppenführer et Generalleutnant de la Waffen-SS Georg Lörner (en). 
Le siège de DESTDeutsche Erd- und Steinwerke se trouvait à Sankt Georgen an der Gusen, une petite ville d'Autriche, où le sous-camp de Gusen II (camp de Mauthausen), avait été construit en 1944,,.

## Histoire
DESTDeutsche Erd- und Steinwerke, fondé le 29 avril 1938 à Berlin, était administré par la VWHA dans le but de se procurer des matériaux de construction, d'organiser le travail forcé et de superviser les opérations dans les carrières. Les camps de concentration de Sachsenhausen (1936), Buchenwald (1937), Flossenbürg (1938), Mauthausen (1938), Natzweiler-Struthof (1939), Gross Rosen (1940) et Neuengamme (1940) ont été choisis en raison de leur sol affectionné pour la fabrication de briques ou en raison de la proximité d'une fabrique de briques ou d'une carrière de pierre.  
La DESTDeutsche Erd- und Steinwerke a largement contribué aux travaux forcés de prisonniers de guerre dans les carrières, dont la plupart étaient juifs. Le travail forcé dans des conditions cruelles est devenue l’un des principaux chefs d'accusations de crimes de guerre dans les procès de Nuremberg. Le directeur du programme, le SS-Obergruppenführer Oswald Pohl, qui était en poste à Berlin, a été condamné à mort pour crimes de guerre en 1947 et exécuté en 1951. 
Face aux besoins toujours plus importants en pleine guerre totale, la société devient en 1943 une industrie d'armement. À partir de ce moment, l'organisation joua un rôle clé en aidant les SS à entrer dans certaines industries de guerre dont la demande est important. Cela est souligné par son parc industriel de St. Georgen et Gusen qui a fait de la SS un fournisseur clé de fuselages d’avions (Bf 109, Me 262), de carabines et de mitrailleuses pour des entreprises telles que BFW, Messerschmitt et Steyr-Daimler-Puch.  
Entre 1940 et 1945, afin de gérer ses affaires avec les détenus des camps de concentration de Gusen et de Mauthausen, DESTDeutsche Erd- und Steinwerke installa son siège dans la ville de Sankt Georgen an der Gusen, qui était son plus grand et important « Werkgruppe » (groupe industriel). 